# Tranvía del Este

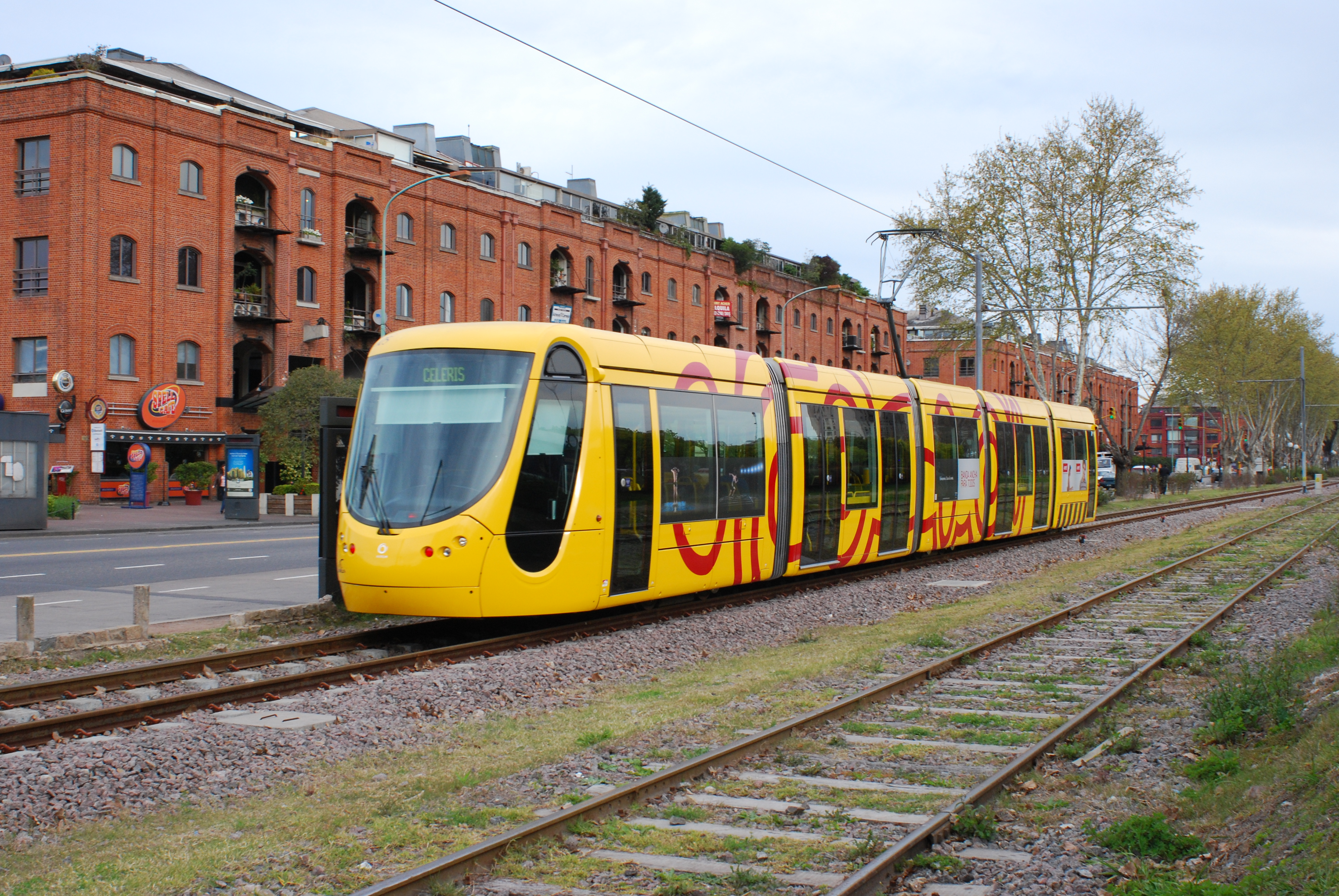
El tranvía circulando por Puerto Madero.

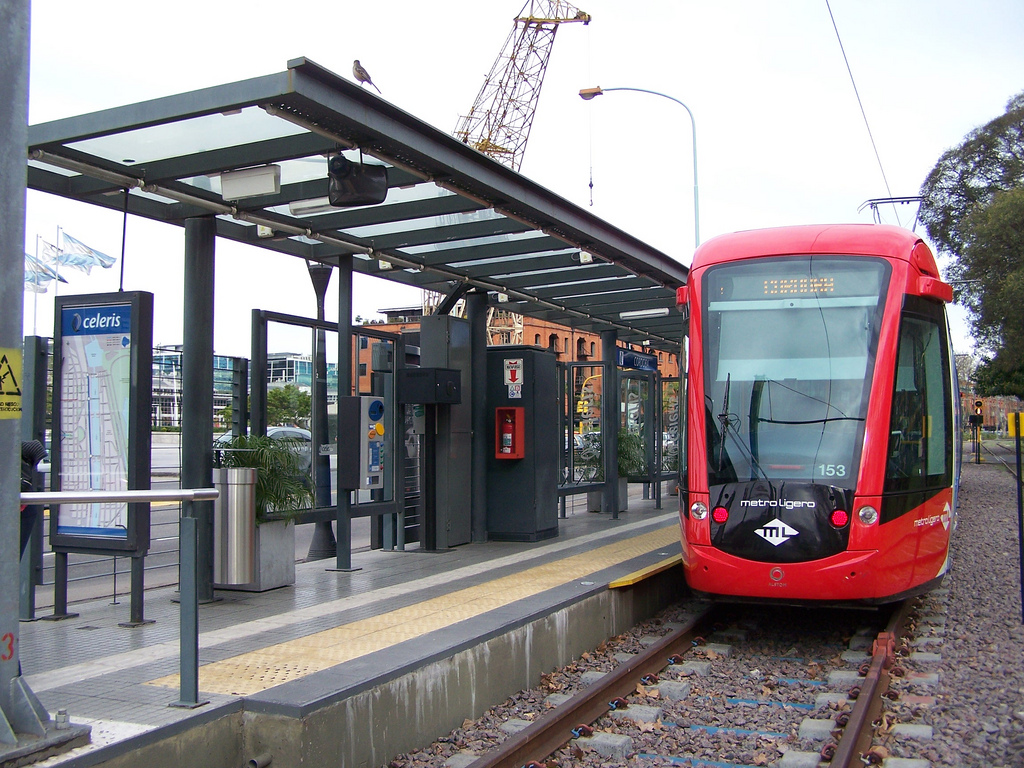

El Tranvía del Este o Tren del Este, a menudo referido como el Tranvía de Puerto Madero, fue una línea tranviaria experimental ubicada en el barrio de Puerto Madero de la ciudad de Buenos Aires. Fue inaugurado oficialmente el sábado 14 de julio de 2007, siendo librado al servicio público el 25 de julio siguiente. Circulaba en forma paralela a la Avenida Alicia Moreau de Justo, entre las avenidas Independencia y Córdoba, sobre una vía de trocha media montada paralelamente a la vía de cargas de trocha ancha que ocupan esa franja. Estaba ubicado donde hoy se encuentra el Paseo del Bajo.
El sistema operaba en un principio con dos coches articulados Alstom modelo Citadis 302, cedidos en comodato por la intendencia de Mulhouse, en el este de Francia, de color amarillo, pero en 2008 fueron reemplazados por otros de color rojo alquilados a la empresa española Mintra. Bautizados por la Secretaría de Transporte como Celeris, cada coche contaba con 5 módulos que se articulaban en 4 fuelles, con 48 asientos fijos, más otros 16 plegables cada uno y tenía una capacidad total de 300 personas. El valor del boleto era de $1 (alrededor de 0.26 USD).
Nuevas extensiones estaban previstas para ampliarlo 2 kilómetros hasta la terminal Terminal Retiro de ómnibus interurbanos y 5,2 kilómetros de la actual estación Independencia a Caminito en La Boca. Se propuso también una nueva línea a las estaciones terminales Constitución  y Buenos Aires.

## Historia

### El Ferrocarril a Ensenada
Gran parte del recorrido del Tranvía del Este había pertenecido a una empresa denominada Ferrocarril Buenos Aires al Puerto de la Ensenada (inicialmente conocido como Ferrocarril de La Boca). Esta línea originalmente iniciaba su recorrido en Paseo Colón y Venezuela, donde se construyó una estación elevada denominada, justamente “Venezuela” y, desde allí, las vías avanzaban por un viaducto de hierro sobre la Avenida Paseo Colón hasta la zona de Casa Amarilla, para luego continuar por tierra. A “Venezuela” le seguían las estaciones Casa Amarilla, General Brown (originalmente llamada La Boca), Barraca Peña y Tres Esquinas (Montes de Oca y Osvaldo Cruz). Allí las vías cruzaban el Riachuelo 100 metros río arriba del Viejo Puente Pueyrredón para continuar hacia Quilmes y Ensenada. En 1866 se inauguró un ramal que desprendiéndose en la estación General Brown (Olavarría y Filiberto) tomaba por la actual calle Caminito y luego avanzaba por la avenida Don Pedro de Mendoza hasta su intersección con la avenida Almirante Brown donde se levantaba la estación La Boca, aunque la vía seguía hasta la calle Caboto aproximadamente. En 1872 este ferrocarril se prolongó un poco hacia el norte, continuando por la avenida Paseo Colón hasta su intersección con Bartolomé Mitre, donde se levantó la Estación Central de Buenos Aires. Sin embargo, esta terminal, compartida con otras empresas (FCO, FCN, FCS, etc.) tuvo una efímera existencia, ya que en 1897 el edificio fue devorado por un incendio y a partir de allí los servicios del Ferrocarril Ensenada comenzaron a operar desde Casa Amarilla, demoliéndose el viaducto de Paseo Colón y la estación Venezuela.[cita requerida]
En 1898, el Ferrocarril de Ensenada fue adquirido por el Ferrocarril del Sud. Por aquel entonces aún seguían circulando trenes de pasajeros entre la estación Casa Amarilla y La Plata hasta que se habilitó el empalme entre la línea principal del FCS con las vías del ex FCE a la altura de Avellaneda, el 1º de octubre de 1909. Desde allí todos los trenes de pasajeros partieron y llegaron a Plaza Constitución, quedando desactivado el servicio de pasajeros del ex Ferrocarril Ensenada dentro de la Capital Federal.[cita requerida]
Por el puente del ex Ferrocarril Ensenada siguieron cruzando trenes de carga, sin embargo, el Ferrocarril Sud construyó e inauguró en 1913 un nuevo puente denominado Barraca de Peña, con un tramo central levadizo. Finalizada esta obra, la traza sobre la Avenida Don Pedro de Mendoza y el puente del ex Ferrocarril a la Ensenada se desmanteló.[cita requerida]
En 2008 se anunció en el llamado a licitación para la ampliación del servicio, que iba a contar con siete estaciones nuevas. Hacia el norte se construirían las paradas "Catalinas", "Torre de los Ingleses" y "Terminal de Ómnibus", mientras que hacia el sur, estarían las estaciones "Avenida Garay", "Hospital Argerich", "Cancha de Boca" y "Caminito"

### El proyecto
En los años 1990 surgió el proyecto “Tren del Este”, un servicio de pasajeros con trenes livianos diesel administrado por la concesionaria Ferrovías SAC, que uniría los partidos bonaerenses de Vicente López y Avellaneda, pasando por Retiro, Puerto Madero y La Boca con una extensión de 24 km. El servicio iniciaría su recorrido en la Estación Aristóbulo del Valle siguiendo el mismo recorrido que el de la Línea Belgrano Norte hasta Retiro y desde allí avanzaría por las vías de carga, por lo que había sido la vía principal del ex Ferrocarril Ensenada. 
Dicho proyecto quedó en suspenso hasta el año 2005 cuando se anunció nuevamente su puesta en marcha con características similares a las del proyecto original, sin embargo, al poco tiempo se lo relanzó como una flamante línea de tranvía eléctrico, el “Tranvía del Este”. Mediante un acuerdo con el municipio francés de Mulhouse consiguieron en comodato gratuito los dos coches, construidos por la empresa francesa Alstom, que tenían un diseño ecológico y de andar silencioso, con dos vagones unidos por un fuelle que podían transportar 64 pasajeros sentados y hasta 315 en total. El Gobierno Nacional puso en marcha el servicio en julio de 2007, con un recorrido de 4 estaciones entre las avenidas Córdoba e Independencia. La inauguración oficial del proyecto se llevó a cabo en la estación Belgrano con el presidente Néstor Kirchner; de la senadora Cristina Fernández y el jefe de gobierno porteño, Jorge Telerman.
La estación terminal se encontraba a pocas cuadras de la vía de la avenida Alicia Moreau de Justo y a 320 mts de la avenida Paseo Colón/Leandro N.Alem. El tranvía contó con un moderno sistema único en Latinoamérica para  poder circular por cruces sin barreras, que permite accionar los semáforos desde las formaciones permitiendo mejorar el tránsito y la seguridad vial en la zona. La traza fue pensada para unir cinco puntos clave de movimiento de gente: las terminales de ómnibus y trenes de Retiro, la cabecera de buques, Plaza Constitución y la estación Buenos Aires.
En 2008 se anunció en el llamado a licitación para la ampliación del servicio para poder extenderlo a siete estaciones nuevas. Hacia el norte se construirían las paradas “Catalinas”, “Torre de los Ingleses” y “Terminal de Ómnibus”, mientras que hacia el sur, estarían las estaciones “Avenida Garay”, “Hospital Argerich”, “Cancha de Boca” y “Caminito”. Ese año los coches franceses fueron reemplazados por otros alquilados a la firma española Mintra, a la que el Gobierno acordó pagarle un alquiler por el servicio. En mayo de 2010 el Gobierno Nacional compró las formaciones y cedió la operación a Metrovías, Ferrovías y Alstom. En total el Estado nacional invirtió 5 millones de euros entre la renovación de las vías y la construcción de las estaciones.
El proyecto aspiraba a que a partir de 2012, pudiese unir las estaciones ferroviarias de Retiro y Constitución, sin embargo, y a pesar de los fondos aportados, la nueva administración porteña de Mauricio Macri no otorgó los permisos correspondientes para extender el trayecto y así unir las dos terminales ferroviarias más importantes de la ciudad.
Paralelamente a la proyectada ampliación del servicio, se habían proyectado las futuras líneas que podrían construirse: la opción de un ramal por la Avenida Juan B. Justo entre los barrios de Palermo y Liniers, era una de las alternativas más probables debido al flujo comercial de la zona.

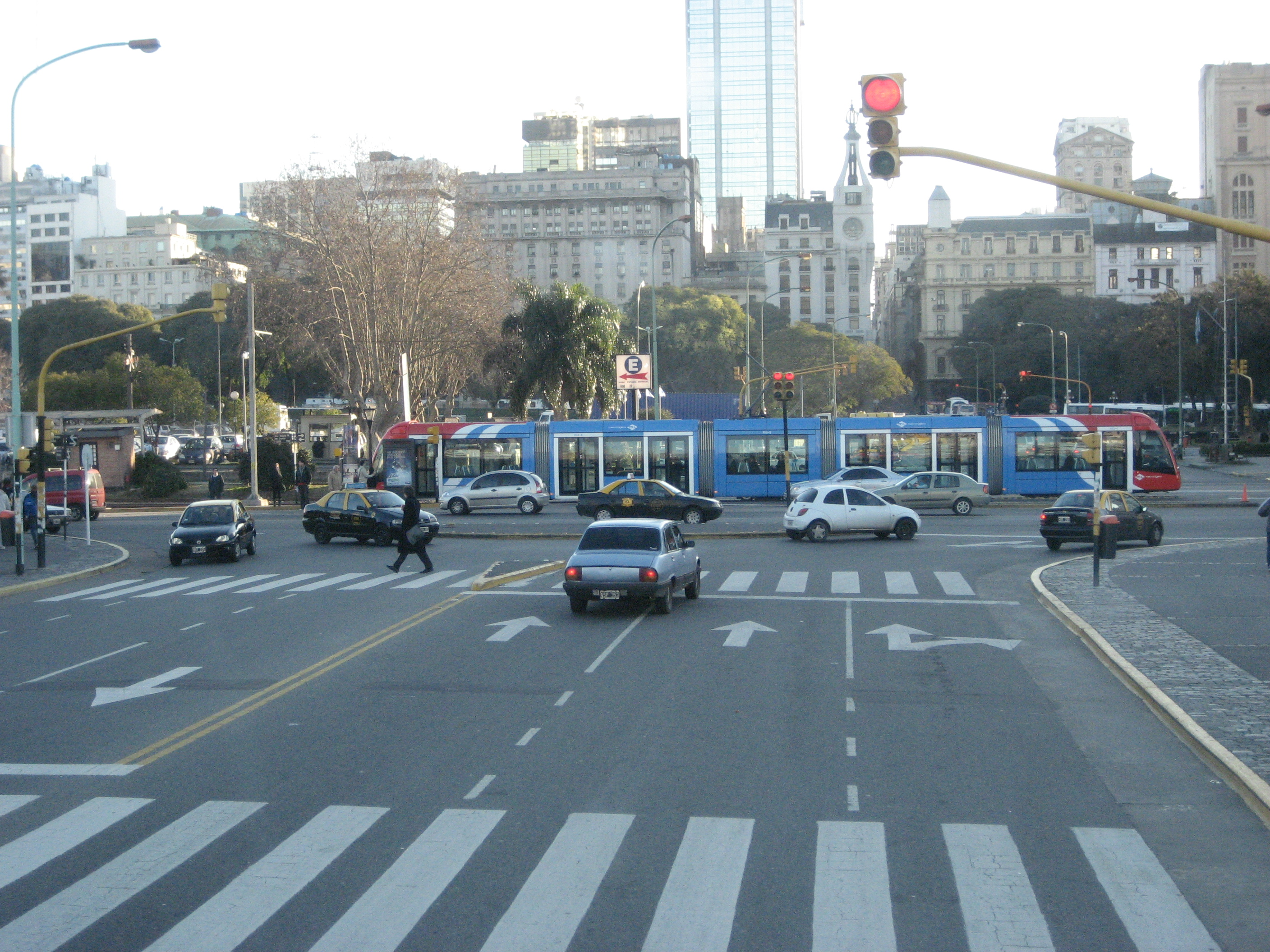
El tranvía circulando por Puerto Madero.

El 28 de marzo de 2012 el Congreso argentino aprobó una ley para transferirle a la Ciudad los transportes más los colectivos cuyo recorrido fuese al Interior de la jurisdicción porteña. Pero la administración macrista no los aceptó, recién lo haría en 2013 y sólo con el subte. Ya bajo la órbita del gobierno porteño se cerró la extensión a Retiro y Constitución y al poco tiempo el tranvía fue clausurado por el gobierno porteño. Las empresas que venían operando el tranvía se quedaron sin interlocutor político. El ministerio de transporte de la Nación declaró en 2016 que el cierre se debió a «los altos costos de mantenimiento y porque no representaba una alternativa real de conectividad».
El 9 de octubre de 2012 el personal fue reasignado al Ferrocarril Urquiza, y los coches quedaron abandonados sobre la vía como un vestigio, en el barrio más rico y moderno de la Ciudad. El diario La Nación informó que el Tranvía del Este transportó, a lo largo de sus cinco años de funcionamiento, 585.801 pasajeros, con su mejor año en 2011, con 138.449. En 2012, hasta septiembre se habían registrado 102.903 boletos abonados.

### Tras el cierre
En 2013 se presentó un proyecto en la legislatura porteña para reactivar el servicio añadiendo dos estaciones más (Retiro y Caminito) , ya previstas en el proyecto de creación del sistema. Las nuevas estaciones, además, contarían con un sistema de trasbordo hacia las líneas C (en Retiro) y B y E (desde la estación Córdoba del Tranvía del Este hacia Alem y la estación "Correo", en ese entonces en construcción). La propuesta contaba con el visto bueno de la operadora estatal SBASE, pero no prosperó.
En julio de 2016 Horacio Rodríguez Larreta anunció que el ramal tranviario de Puerto Madero sería clausurado y que serían desmanteladas las vías de carga que hay en el sector, y se vendería la playa de maniobras Empalme Norte para proyectos inmobiliarios del grupo IRSA, lo que además implicaba también el desmantelamiento de las vías ferroviarias del sector, que son utilizadas por trenes de carga y que permiten la conexión de los ferrocarriles Roca, Sarmiento y Mitre entre sí y de estos con el puerto de Buenos Aires, ya que la conexión de éstos ramales más el transporte de carga están embarcados en el proyecto de RER (Red de Expresos Regionales).[cita requerida]  Se anunció que los coches serían reutilizados en el Premetro, como así también todos los componentes (catenarias, semáforos, etc.). Aunque se concretó la venta de los terrenos ferroviarios del Empalme Norte, la Red de Expresos Regionales nunca se construyó, y la única formación del Tranvía del Este permanece sin ser utilizada en los talleres del Premetro, mientras que la otra fue devuelta a España.
A mediados de 2016 comenzó el desmantelamiento de vías y andenes para permitir la construcción del Paseo del Bajo, con la promesa de que las formaciones serían llevadas al taller Mariano Acosta, que pertenece al Premetro, donde serían reacondicionadas. Problemas técnicos impidieron sumar las formaciones a la traza existente del Premetro, por lo que se mantuvo a la intemperie mientras se estudiaba el pedido de la Asociación Amigos del Tranvía para cederlo en custodia al predio del taller Polvorín.

## Estaciones

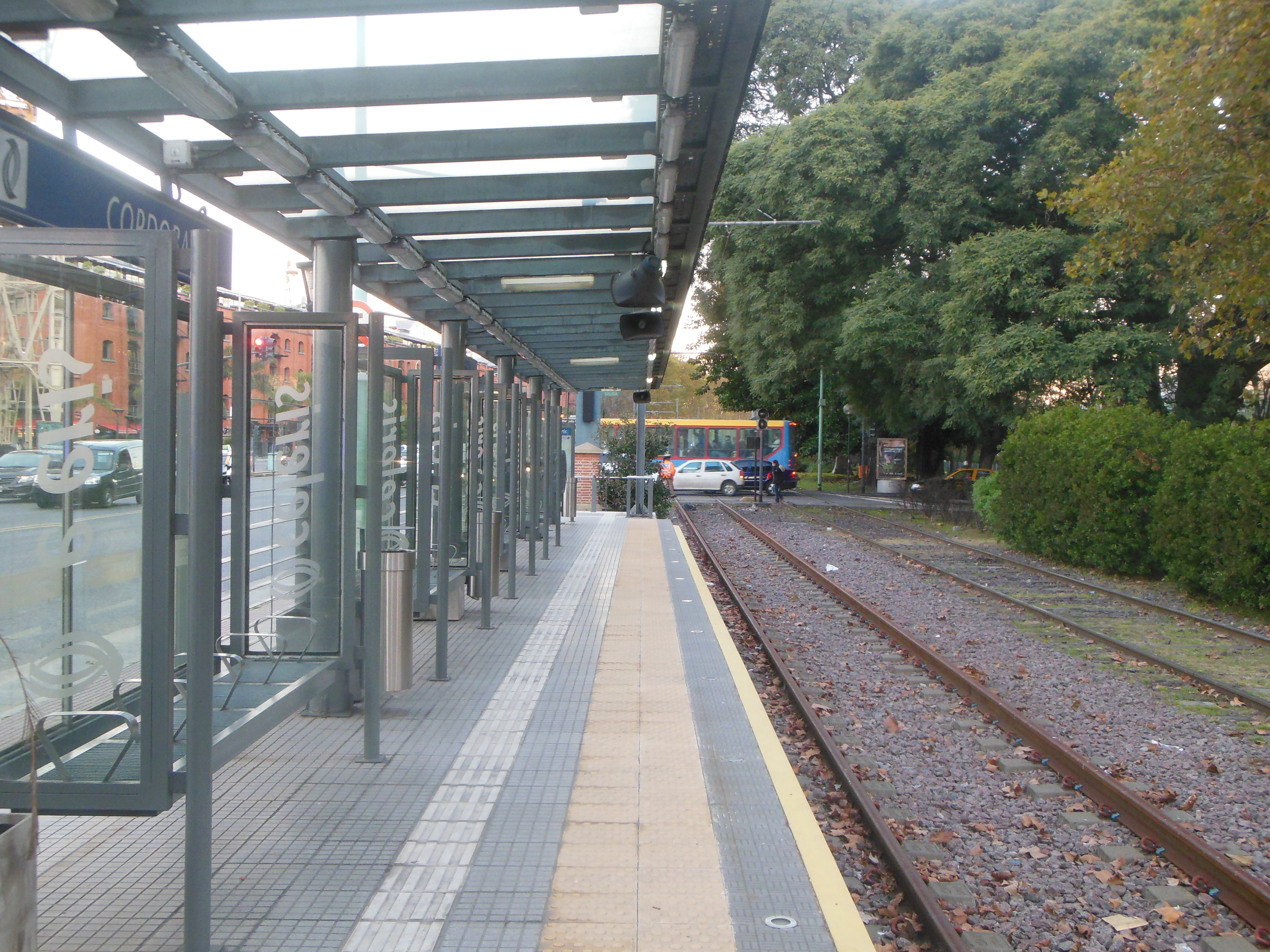
Estación Córdoba.

Las paradas que componían el circuito eran:
- Córdoba (Av. Alicia Moreau de Justo y Cecilia Grierson)
- Corrientes (Av. Alicia Moreau de Justo y Trinidad Guevara)
- Belgrano (Av. Alicia Moreau de Justo y Azucena Villaflor)
- Independencia (Av. Alicia Moreau de Justo y Encarnación Ezcurra)

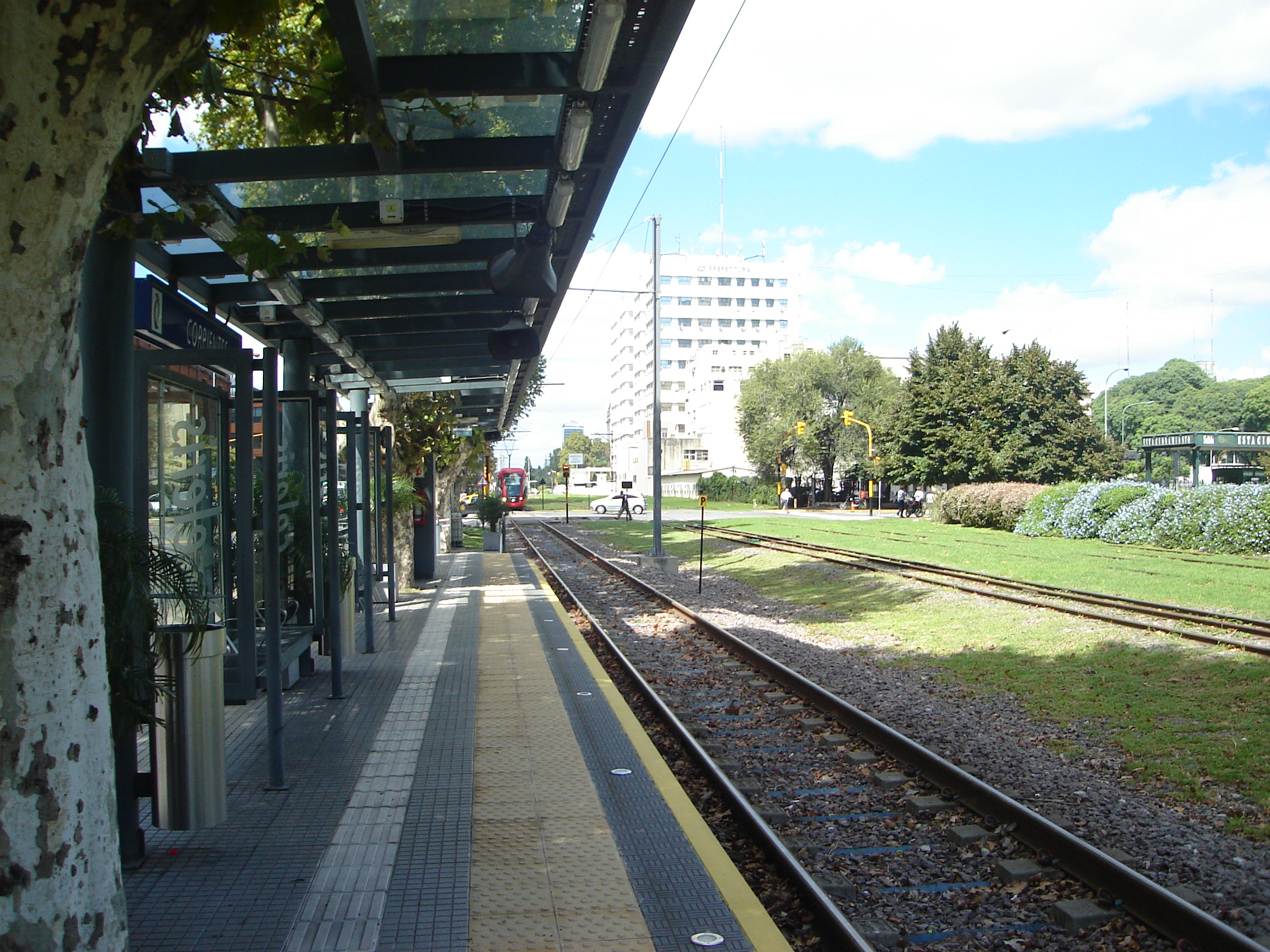
Estación Corrientes.

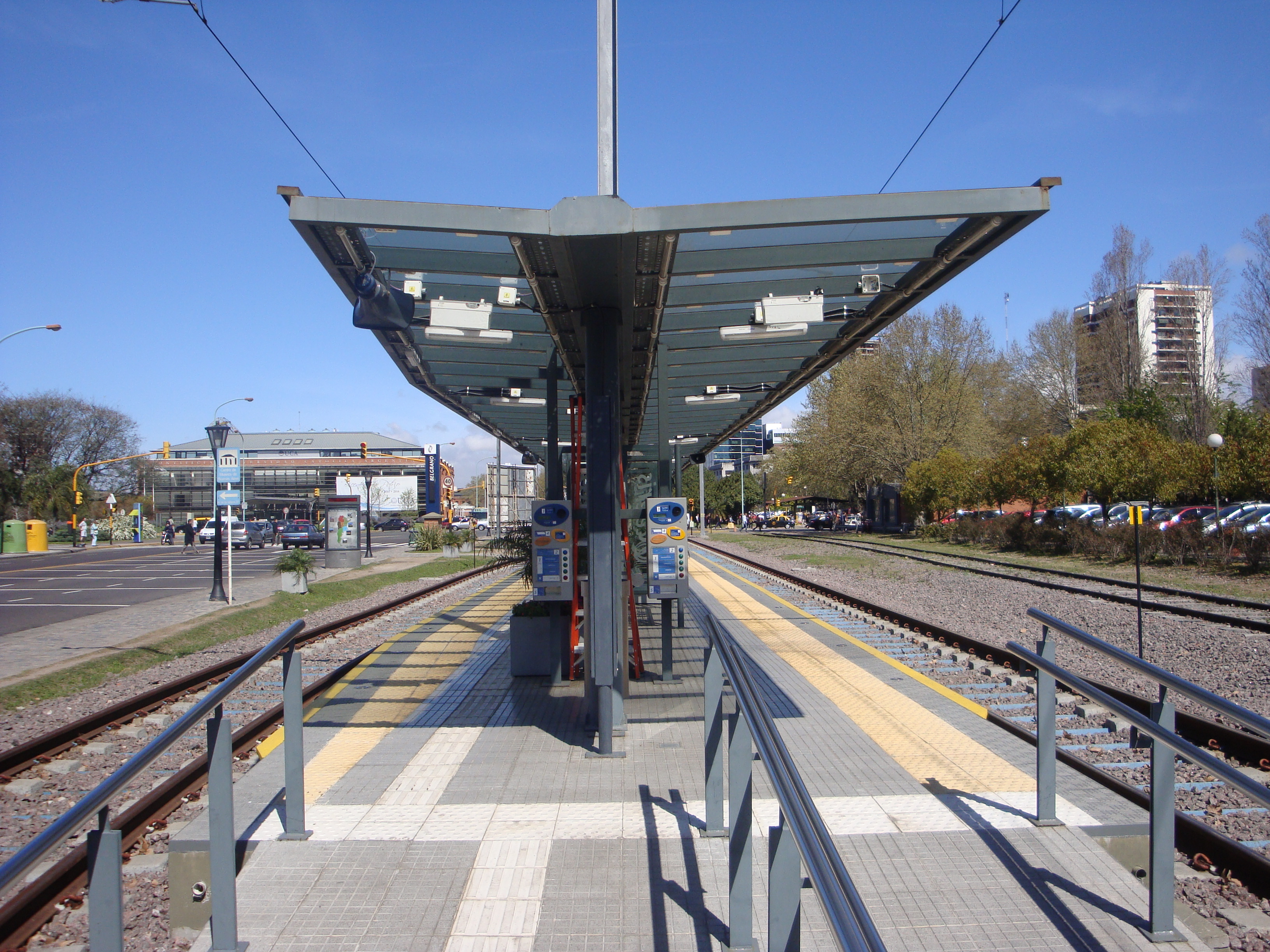
Estación Belgrano del Tranvía del Este

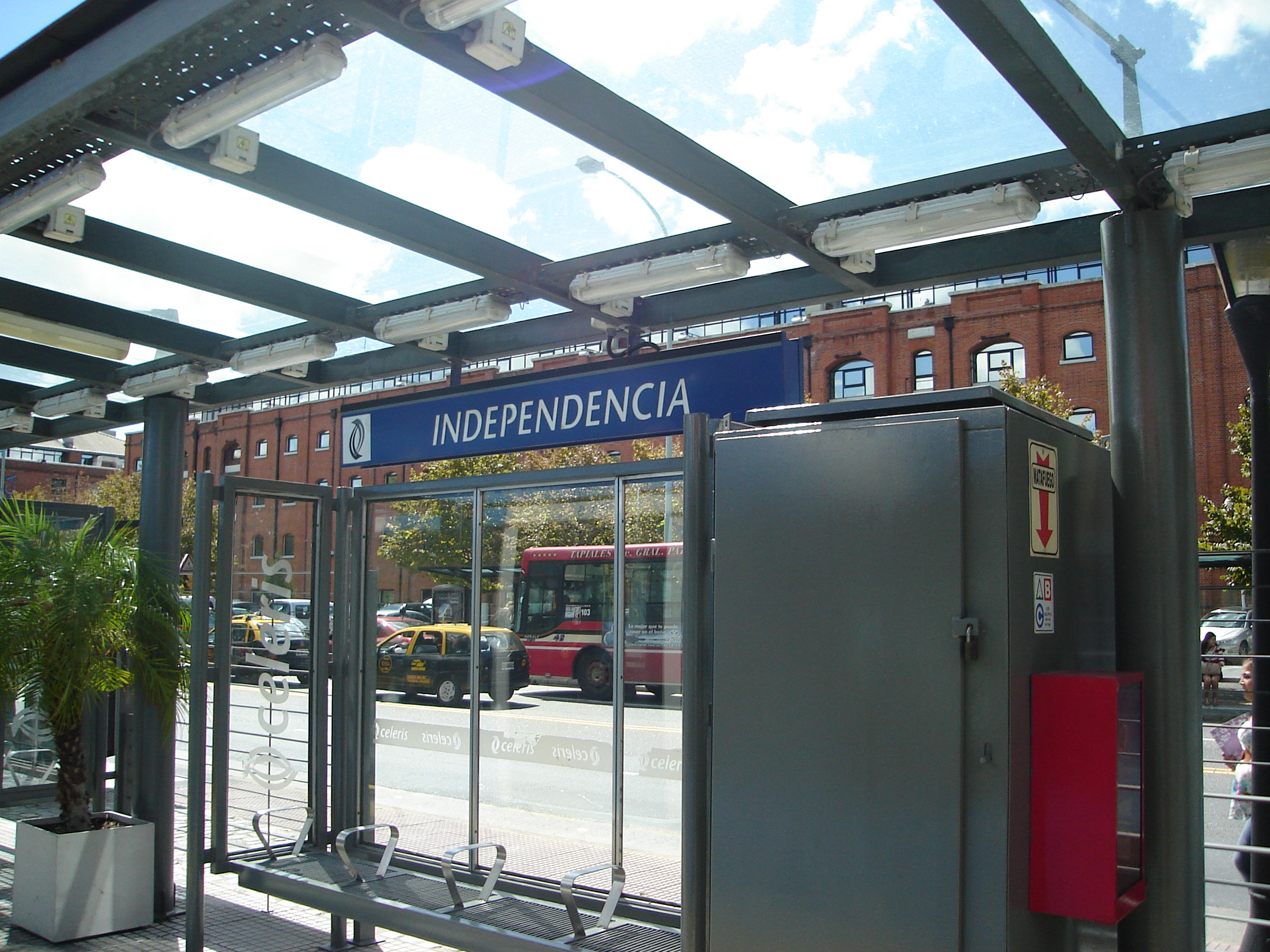
Estación Independencia

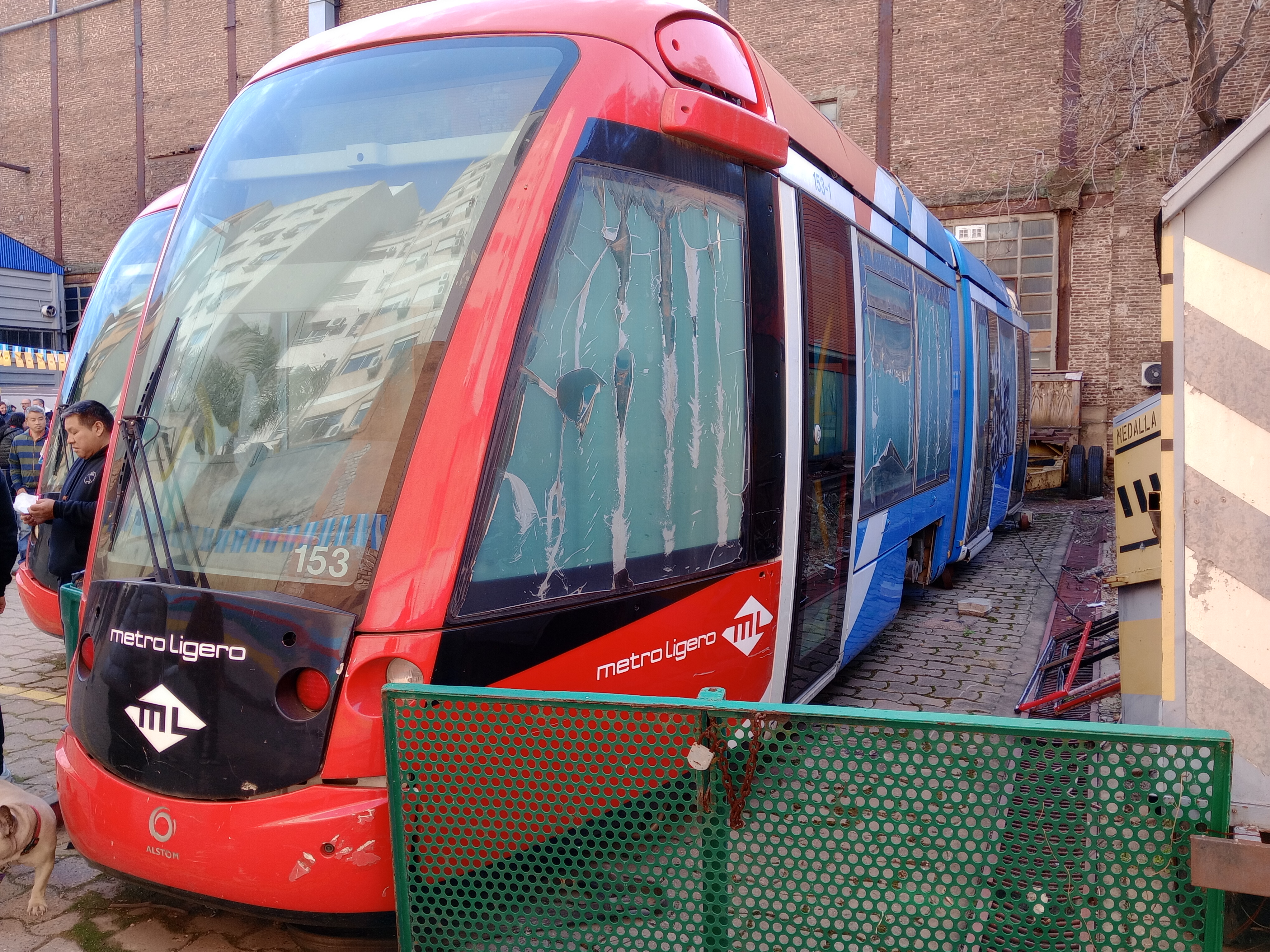
Formación no.153 en depósito del Laboratorio Patrimonial Centenera, 2025.